# José Alves Linhares
José Alves Linhares (Fortaleza, 9 de maio de 1919 — Rio de Janeiro, 11 de março de 1985) foi um político brasileiro. Exerceu o mandato de deputado federal constituinte pelo Ceará em 1946. Ele é formado pela Faculdade Nacional de Medicina da Universidade do Brasil.
Tornou-se funcionário do Instituto Nacional do Mate em 1938 e logo em seguida ascendeu no instituto, chegando a chefe de gabinete do presidente desse órgão de 1940 até 1941. No mesmo ano, assumiu o cargo de oficial do registro civil no Rio de Janeiro, até então capital do Brasil. 
No ano de 1945, por 4 meses, ocupou o cargo de secretário de José Linhares, ministro do Supremo Tribunal Federal (STF) e seu tio. Este assumiu o cargo de presidente com a deposição de Getúlio Vargas em outubro de 1945 e José Alves tornou-se seu secretário particular. 

## Vida política
Na conferencia de dezembro de 1945, José elegeu-se primeiro suplente de deputado pela legenda do Partido Popular Sindicalista (PPS) durante a Assembléia Constituinte pelo estado do Ceará. Seu mandado durou de maio até agosto de 1946. Durante esse anos também exerceu função de serventuário da justiça, sendo oficial do Registro Civil de Pessoas Jurídicas. 
Com a promulgação da nova Constituição de setembro de 1964, os cargos no legislativos tornaram-se ordinários e José só voltou a ocupar uma cadeira na câmera em março de 1947, participando das comissões de Indústria e Comércio e de Transportes e Comunicações.

Em 1950 foi eleito segundo suplente de deputado federal pelo Ceará na legenda do Partido Social Progressista (PSP), mas logo no ano seguinte deixou a câmara e não voltou a se candidatar. Passa a se dedicar apenas a atividades de oficial de registro civil, com funções de tabelionato na 10ª Circunscrição de Registro Civil, no Méier, bairro da zona norte do Rio.